# Santa Vitória e Mombeja
Pour les articles homonymes, voir Santa Vitória.
Santa Vitória e Mombeja est une paroisse civile portugaise (en portugais : freguesia) de la municipalité de Beja dans le district du même nom en Alentejo. Elle est créée en 2013, par fusion des paroisses de Santa Vitória et Mombeja.

## Géographie
Santa Vitória e Mombeja est située à l'ouest de Beja, dans le Bas Alentejo. Elle est limitrophe des municipalités de Ferreira do Alentejo (nord-ouest) et d'Aljustrel (sud-ouest).
Son territoire inclut la partie orientale du lac de barrage de Roxo (Albufeira do Roxo) ainsi qu'une petite partie de la zone de protection spéciale de Castro Verde.

## Histoire
La paroisse est créée par la loi no 11-A/2013 du 28 janvier 2013 portant réorganisation administrative du territoire des freguesias, en fusionnant les paroisses de Santa Vitória et Mombeja. Son nom officiel est União das Freguesias de Santa Vitória e Mombeja et son siège est fixé à Santa Vitória.

## Démographie
Lors du recensement de 2021, Santa Vitória e Mombeja compte 784 habitants.